# ソナチネ
ソナチネ（伊複: sonatine）は、クラシック音楽のジャンルまたは形式である。
「ソナチネ」はソナタの指小形のイタリア語複数形 sonatine からきているが、単数形でソナチナ (伊・英: sonatina) などとも呼ぶ。フランス語単数形やドイツ語単数形も「ソナチネ」と同じつづりだが発音は異なり、フランス語ではソナティーヌ（ただし原語での発音はソナティンに近い）、ドイツ語ではゾナティーネ。

## 様式
バロック音楽においては、単に短い器楽曲のことを言い、カンタータの器楽合奏のみの導入曲や間奏を漠然と指すのに使われた。
古典派音楽以降は、分かり易く演奏し易い、短いソナタのことを言うようになった。第1楽章は、通常ソナタ形式で作曲されるが、展開部が短いか、展開部を欠いていることがある。楽章数は2楽章ないしは3楽章であることが多い。「ソナタ（奏鳴曲）の小さいものである」という考え方から「小奏鳴曲」と訳す。

## 楽器
ピアノ曲以外のものもあり、C.P.E.バッハの『チェンバロと管弦楽のためのソナチネ』、ドヴォルザークの『ヴァイオリンとピアノのためのソナチネ』、ポンセのギター曲『南国のソナチネ』、オネゲルやミヨーの『クラリネットとピアノのためのソナチネ』などである。

## 作曲家と代表曲
以下の作曲家のうち、実際には「ソナタ」を作曲したにもかかわらず、単に規模や楽章数から、「ソナチネ」の作曲家として知られている例がある。ラヴェルなど近代以降の作曲家で「ソナチネ」と題する作品には、優れた演奏技巧や洗練された音楽性が要求される作品もあり、ピアノ学習において習得容易とされる古典派のソナチネとは異なる。
- モーツァルト
- ベートーヴェン
- クレメンティ
- クーラウ
- シューベルト（ヴァイオリンとピアノのための作品）
- チャイコフスキー（《弦楽セレナード》第1楽章）
- モーリス・エマニュエル
- ケクラン（多数のピアノ曲のほか、いくつかのフルート曲がある）
- ラヴェル - ソナチネ
- コダーイ - チェロとピアノのためのソナチネ
- バルトーク - ソナチネ
- プロコフィエフ
- カバレフスキー - ソナチネ
- デュティユー - フルートとピアノのためのソナチネ
- ブーレーズ（フルートとピアノのための作品）
- シュトックハウゼン（ヴァイオリンとピアノのための作品）- ソナチネ
- ギーゼキング（フルートとピアノのためのソナチネ、チェロとピアノのための演奏会用ソナチネ）
- カプースチン
- 新垣隆 - ヴァイオリンのためのソナチネ
- 福田洋介 - ソナチネ（フレックス５重奏）